# Jarler
Jarler, latinizzato in Jarlerius (... – 22 agosto 1255), è stato un arcivescovo cattolico svedese, arcivescovo di Uppsala dal 1236 al 1255.

## Biografia
Jarler fu uno dei due primi studenti svedesi presso l'Università di Parigi.
Durante il suo arcivescovado, l'Ordine domenicano e quello francescano si stabilirono in Svezia. Questi ordini poterono usufruire di un certo seguito nella popolazione, ottenuto attraverso la predicazione (l'unico ordine che si era stabilito in Svezia in passato, quello cistercense, non predicava).
All'epoca, il clima politico era molto acceso. Nel 1247 la casata dei Folkung si ribellò al sovrano, Eric XI, fino a giungere alla battaglia di Sparrsätra.
Nel 1247, un delegato papale, Guglielmo di Sabina, fu inviato in Svezia per investigare riguardo alle ricorrenti accuse di matrimonio tra ecclesiastici e ad altri problemi collegati. Durante il Sinodo di Skänninge (1248), al quale partecipò anche Jarler, fu deciso di consacrare la regola del celibato e dell'indipendenza della Chiesa dal Re. Inoltre, fu deciso che l'Arcivescovo doveva essere eletto tramite un capitolo della cattedrale e non personalmente dal sovrano, come avveniva in passato. 
Nel 1254 Jarler inviò una lettera al Papa, richiedendo di poter lasciare la sua carica, in quanto vecchio e disabile. Il Papa accettò, ma prima che il messaggio arrivasse a Jarler, questi morì.